# Phylacodes
Phylacodes é um gênero de mariposa pertencente à família Acrolepiidae.